# داني باربير
داني باربير (بالإنجليزية: Danny Barbir)‏ (31 يناير 1998 بأتلانتا في الولايات المتحدة - ) هو لاعب كرة قدم أمريكي في مركز الدفاع.

## وصلات خارجية
- داني باربير على موقع الاتحاد الدولي (مؤرشف)  (الإنجليزية)
- داني باربير على موقع Soccerway.com (الإنجليزية)